# Socrujeni
Socrujeni – wieś w Rumunii, w okręgu Botoszany, w gminie Gorbănești. W 2011 roku liczyła 794 mieszkańców.